# Podklanec, Žiri
Podklanec este o localitate din comuna Žiri, Slovenia, cu o populație de 14 locuitori.